# Ulrich Petersen (Ingenieur)

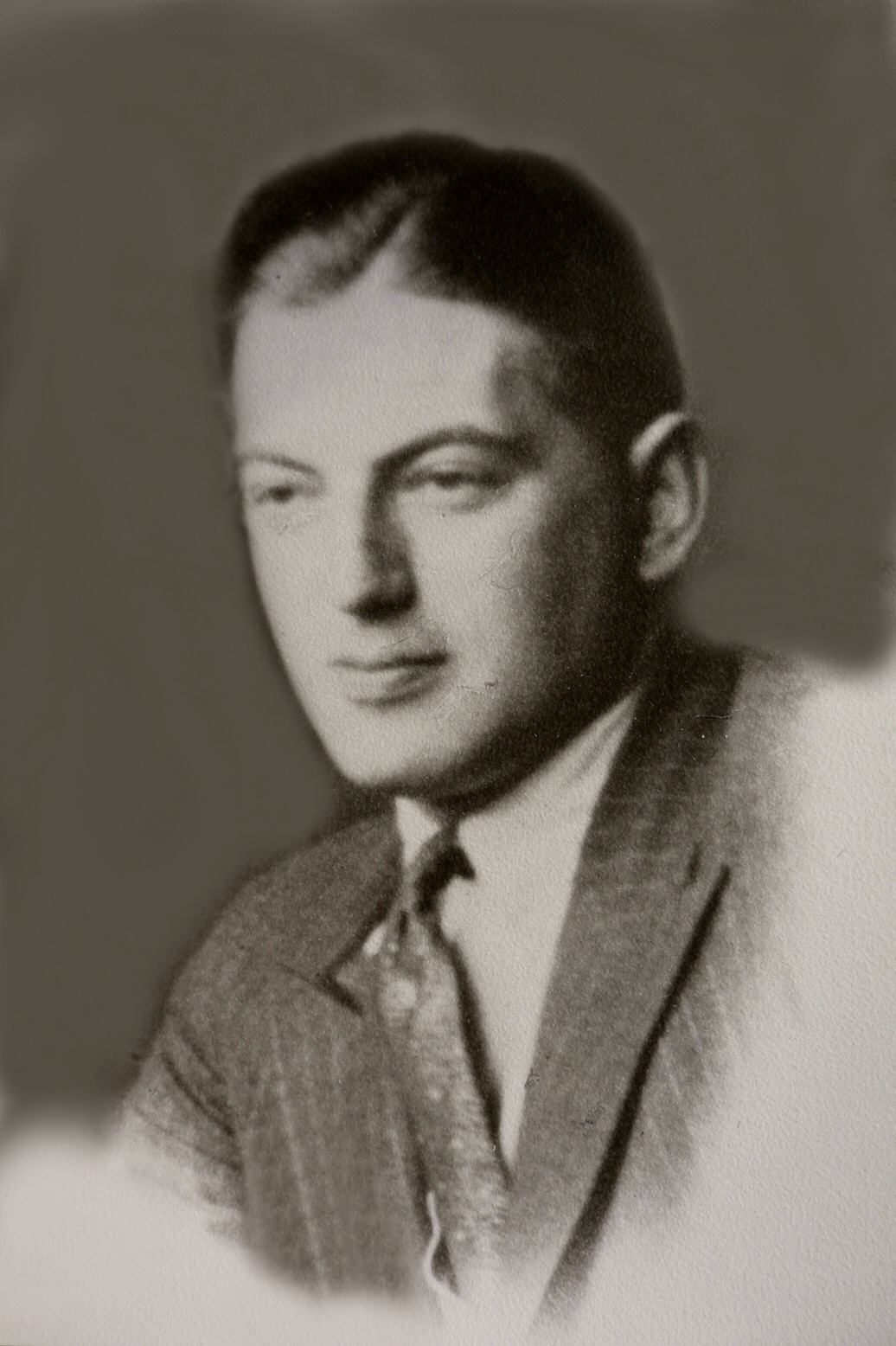
Ulrich Petersen

Ulrich Petersen (* 29. September 1907 in Breslau; † 2. Juni 1992 in Düsseldorf) war ein deutscher Eisenhütten-Ingenieur und Manager in der Montanindustrie.

## Leben
Petersen studierte an der Technischen Hochschule Breslau das Hüttenfach. Seit 1928 war er Mitglied des Corps Borussia Breslau. Als Diplom-Ingenieur trat er 1935 in die Mannesmannröhren-Werke AG ein. Er begann in Bous (Saar), wurde 1939 Walzwerkschef in Remscheid und kehrte 1941 als Oberingenieur für die gesamten Warmbetriebe nach Bous zurück. 1943 übernahm er die Leitung des Werkes Schönbrunn bei Mährisch-Ostrau. Nach dem Zweiten Weltkrieg leitete und modernisierte Petersen das Stammwerk Remscheid. 1955 übernahm er die technische Leitung des damals größten und technisch anspruchsvollsten Röhrenwerkes in Düsseldorf-Rath. Seit 1957 im Vorstand der Mannesmann-Hüttenwerke AG, wurde er mit der technischen Leitung der Hütten- und Walzwerke in Huckingen, Gelsenkirchen und Finnentrop betraut. Petersen wurde 1959 zum stellvertretenden und 1960 zum ordentlichen Vorstandsmitglied der Mannesmann AG ernannt. Ihm oblag die technische Betreuung aller Hütten-, Stahl- und Walzwerke des Konzerns.
Petersen entwickelte das Stranggießen für Massenstahl, betrieb 1959 den Generallizenzvertrag der deutschen Stahlindustrie mit der Brassert Oxygen Technik AG über die Anwendung des Sauerstoff-Aufblasverfahrens und sorgte für die Errichtung einer gemeinschaftlichen Großumschlaganlage für Erz in Rotterdam.

## Auszeichnungen
- 1968: Dr.-Ing. E. h. der RWTH
- 1975: Carl-Lueg-Denkmünze